# Tatyana Petrenko-Samusenko
Tatyana Dmitriyevna Petrenko-Samusenko (en russe : Татьяна Дмитриевна Петренко-Самусенко), née le 2 novembre 1938 et morte le 24 janvier 2000, est une escrimeuse soviétique pratiquant le fleuret. 
Elle remporte dans les années 1960 et 1970 trois titres olympiques par équipes, quatre titres mondiaux par équipes et un titre mondial individuel.

## Palmarès
- Jeux olympiques
  -  Médaille d'or par équipes aux Jeux olympiques d'été de 1960 à Rome
  -  Médaille d'or par équipes aux Jeux olympiques d'été de 1968 à Mexico
  -  Médaille d'or par équipes aux Jeux olympiques d'été de 1972 à Munich
  -  Médaille d'argent par équipes aux Jeux olympiques d'été de 1964 à Tokyo

- Championnats du monde
  -  Médaille d'or en individuel aux championnats du monde 1966 à Moscou
  -  Médaille d'or par équipes aux championnats du monde 1963 à Dantzig
  -  Médaille d'or par équipes aux championnats du monde 1965 à Paris
  -  Médaille d'or par équipes aux championnats du monde 1966 à Moscou
  -  Médaille d'or par équipes aux championnats du monde 1970 à Ankara
  -  Médaille d'argent par équipes aux championnats du monde 1959 à Budapest
  -  Médaille d'argent par équipes aux championnats du monde 1962 à Buenos Aires
  -  Médaille d'argent par équipes aux championnats du monde 1967 à Montréal
  -  Médaille d'argent par équipes aux championnats du monde 1969 à La Havane
  -  Médaille de bronze en individuel aux championnats du monde 1959 à Budapest